# Dunatetétlen
Dunatetétlen este un sat în districtul Kalocsa, județul Bács-Kiskun, Ungaria, având o populație de 577 de locuitori (2011). 

## Demografie
Componența etnică a satului Dunatetétlen
     Maghiari (98,93%)
     Germani (1,07%)
Componența confesională a satului Dunatetétlen
     Romano-catolici (42,46%)
     Fără religie (10,05%)
     Reformați (6,76%)
     Luterani (4,33%)
     Necunoscută (35,53%)
     Atei (0,87%)
     Alte religii (0,69%)
Conform recensământului din 2011, satul Dunatetétlen avea 577 de locuitori. Din punct de vedere etnic, majoritatea locuitorilor (98,93%) erau maghiari. Nu există o religie majoritară, locuitorii fiind romano-catolici (42,46%), persoane fără religie (10,05%), reformați (6,76%) și luterani (4,33%). Pentru 35,53% din locuitori nu este cunoscută apartenența confesională.